# Gulan Avci
Gulan Avci[uttal saknas], född 20 augusti 1977 i Tatvan, Turkiet, är en svensk politiker (liberal).  och riksdagsledamot sedan 2018, invald för Stockholms läns valkrets. Hon var partisekreterare i Liberalerna 2022–2024. Hon är sedan april 2024 nationell samordnare mot utanförskap.

## Biografi
Gulan Avci är av kurdiskt ursprung. Hon kom till Sverige som femåring med sina föräldrar, som var politiska flyktingar. Hon växte upp i stadsdelen Bredäng i sydvästra Stockholm och var elev på Skärholmens gymnasium.
Avci var ordförande för Kurdiska ungdomsförbundet 1998–2000 och har arbetat som projektledare för Kurdiska riksförbundet i projektet Generationskonflikt bland kurdiska familjer. Hon arbetade som integrationssamordnare för Folkpartiet liberalerna i Stockholms stad 2004–2006 och var 2007–2008 ordförande för Liberal Mångfald, en av Liberalernas tidigare sidoorganisationer. Avci valdes i november 2014 till ordförande i Liberala kvinnor, en post hon hade till 2019.
Avci valdes in i kommunfullmäktige för Stockholms kommun 2006. Hon var statsrådsersättare i riksdagen mars–september 2009 (för Jan Björklund), februari–oktober 2010 och februari–augusti 2013 (för Birgitta Ohlsson) samt i september–oktober 2014 (för Maria Arnholm).

## Politiska frågor
Avci har givit uttryck för ett djupt engagemang inför kurdfrågan, och hon besökte den irakiska delen av Kurdistan sommaren 2005 och skrev en artikelserie åt Expressen i fyra delar. Andra profilfrågor rör integration och det armeniska folkmordet. Hon var en av fyra borgerliga riksdagsledamöter som 2010 var med och röstade igenom oppositionens förslag att erkänna folkmordet i riksdagen. Hon är också engagerad i jämställdhetsfrågor och driver frågor som rör hederskultur. I februari 2018 utsågs Avci till Liberalernas nya talesperson i integrationsfrågor. Efter riksdagsvalet blev hon vald till vice ordförande i riksdagens arbetsmarknadsutskott och är idag Liberalernas talesperson i arbetsmarknadsfrågor. Avci har även ett starkt engagemang i mer allmänna frågor om demokrati och mänskliga rättigheter. Hon är invald medlem i Svenska kommittén mot antisemitism (SKMA).
Som nationell samordnare mot utanförskap har hon föreslagit obligatorisk förskola från tre års ålder. Enligt förslaget ska förskoleplikten gälla 30 timmar i veckan och vara avgiftsfri, precis som förskoleklass och grundskola. Som argument anger hon att förskolan lägger grunden för barns språkinlärning och sociala utveckling.